# Susana Giménez
María Susana Giménez Aubert (Buenos Aires, 29 de janeiro de 1944) é uma atriz, apresentadora de televisão, ex-vedete e empresária argentina. É uma das maiores personalidades da televisão sul-americana.
Conduz um talk show com sucesso faz há anos, com elevados índices de audiência.Trabalhou em mais de 30 filmes e 10 peças de teatro. Tem a sua própria revista mensal, teve sua própria boneca e seu perfume.Chegou ao livro dos recordes Guiness Book e ganhou o premio INTE de melhor apresentadora da América.

## Seus primeiros anos
Filha de Maria Luisa Sanders, e de Augusto Giménez Aubert, teve uma infância muito difícil, marcada pelas brigas e pela separação de seus pais. Estudou em Quilmes, onde se formou como professora primária, mas nunca chegou a exercer a profissão. Em 1962, com apenas 17 anos de idade, se casou com Mario Sarrabayrouse e, no ano seguinte, teve sua filha Mercedes Sarrabayrouse. Trabalhou como secretária em uma fábrica, mas aos 19 anos decidiu ingressar na carreira de modelo.

## Carreira
Em 1969, a revista argentina Gente publicou uma foto sua em uma danceteria, com a legenda falando de uma bela modelo, jovem, até então pouco conhecida.
Em 1968, Susana conheceu Héctor Cavallero, um influente empresário do show business, e logo em seguida tiveram um romance, que terminou em 1972. Nessa época, Susana já era uma modelo conhecida e estampava as capas de diversas revistas do país.
Em 1969, deu um salto para a fama graças a um comercial de sabonete chamado Cadum, em que exclamava «¡Shock!» Esse comercial se tornou um clássico e a partir daí ela foi trabalhar na agência de seu namorado, Héctor Cavallero.
Recentemente, foi despenteada, por uma cantora em ascensão, ao ir receber um prêmio.

## Teatro de revistas
Também se destacou no teatro de revista como vedete, reunindo grandes êxitos junto a Luciana Ceballos, Alberto Olmedo, Jorge Porcel, entre outros.

## Consagração cinematográfica
Em destaque se encontra La Mary de Daniel Tinayre em 1974, onde conheceu o boxeador santafesino Carlos Monzón.
Nessa época atuou em vários filmes cômicos como "Tú me enlouqueces"(1976)protagonizada por Roberto Sánchez, "Los hombres solo piensan en eso" (1976), "Basta de mujeres" (1977), "Donde duermen dos duermen tres" (1979), com a atuação de Juan Carlos Calabró e Juan Carlos Dual, e "El rey de los exhortos" (1979).
Em 1980 teve um programa no Canal 13. O mesmo reunia duas verdadeiras estrelas do teatro e cinema argentino, Alberto y Susana, junto a Alberto Olmedo. Contra todas as previsões, o programa teve baixa audiência por isso só foi produzido uma temporada.
Posteriormente ela ainda conseguiu grande sucesso com os musicais Sugar y La mujer del año junto a Ricardo Darín e Arturo Puig. Nesta década protagoniza os filmes de maior sucesso e repercussão em sua carreira no cinema:"A los cirujanos se le ven las manos"(1980),"Las mujeres son cosas de guapo"(1981),e "Un tercero peculiar (1982) coprotagonizados com Moria Casán, Jorge Porcel e Alberto Olmedo.
O último filme que atuou como protagonista foi "Esa maldita costilla" (1999).
Em 2008 fez uma participação especial em um filme estrangeiro chamado "Tetro" dirigido por Francis Ford Coppola e lançada em 2009.

## Seu programa de Variedades e outros projetos
Em 1987 começou a conduzir o programa Hola Susana em ATC (Argentina Televisora Color), um canal estatal.Inspirado no programa italiano Pronto, Raffaella da artista italiana Raffaella Carrá.
Com a chegada dos novos canais privados a princípios da década de 90, a luta por audiência se tornou mais intensa.
Giménez já havia conseguido fama absoluta e começou a ser chamada de "Diva da televisão" chegando à altura de Mirtha Legrand e assim se convertendo em uma das mulheres mais famosas do seu país.
Em 1991 assinou contrato com o canal Telefe por um salário de 1 milhão de dólares mensais. Seu programa agora com o nome Hola Susana, te estamos llamando foi transmitido nos primeiros anos no horário e meio dia e depois passou a seu horário definitivo da noite às 20 horas no ano de 1994, mantendo-se no topo da audiência até os fins da década de 90, com ratings que superavam os 35 pontos, prêmios maiores que 1 milhão de dólares e congestionando as linhas telefônicas do país pela quantidade de chamadas ao seu programa.
Em 1996 Hola Susana, te estamos llamando ganhou o premio Martín Fierro de Oro. Nos anos seguintes continuou ganhando prêmios como o de melhor apresentadora feminina ou melhor programa de variedades.Além disso em sua carreira se destaca por ter ganhado o prêmio INTE como melhor apresentadora da América e o prêmio internacional PAOLI em várias oportunidades. Ao largo de sua história o programa recebeu a presença de artistas tanto nacionais quanto internacionais, incluindo grandes celebridades de Hollywood e Europa.
O programa se fazia cada dia mais glorioso e um fenômeno absoluto na Argentina chegando a ingressar no Guinness Book pela quantidade milionária de cartas e chamadas telefônicas que recebia.
Ao final dos anos 90 por um processo de litígio com o seu ex produtor, o programa mudou de nome. Passou a se chamar Susana Giménez, nome que mantém até hoje.
Na mesma época teve que suportar a separação do seu esposo, Huberto Roviralta, depois de um episódio desagradável que inclui o lançamento de um cinzeiro (segundo Giménez, na realidade foi uma caixinha de porcelana).